# كلية التجارة (جامعة أسوان)
كلية التجارة جامعة أسوان أنشئت عام 2013 بصدور قرار رئيس مجلس الوزراء رقم 126 لسنة 2013 وذلك مع بداية إنشاء جامعة أسوان وتتضمن أربعة أقسام هي المحاسبة وادارة الأعمال والاقتصاد والأساليب الكمية بشعبتي الدراسة (شعبة الدراسة باللغة العربية وشعبة الدراسة باللغة الإنجليزية).

## الأقسام
- قسم المحاسبة
- قسم إدارة الأعمال
- قسم الاقتصاد
- قسم الاساليب الكمية

## أهداف الكلية
تقديم برامج تعليمية تتفق مع متطلبات العصر الحديث وتلبي احتياجات سوق العمل ويتم  تنفيذها وفق أحدث الأساليب وتلتزم بمعايير الجودة في التعليم العالي وإجراء الدراسات والبحوث في مجالات نافعة وعملية ذات قيمة مضافة تؤسسس لبناء مجتمع المعرفة خدمة المجتمع المحلي من خلال دراسة احتياجاته في مجال الدراسات والاستشارات والتدريب والبرامج النافعة والتعليم المستمر والسعي الي تلبية هذه الاحتياجات بناء كادر متميز من أعضاء هيئة التدريس على المدى البعيد من خلال تعيين المتميزين من خريجي الكلية واستقطاب المتميزين من أعضاء هيئة التدريس من خريجي الجامعات الأخرى المحلية والعالمية.

## رسالة الكلية
تقديم برامج تعليمية تتفق ومعايير الجودة المحلية والإقليمية والدولية، يساهم خريجوها بفاعلية في سوق العمل وتحقيق التنمية المستدامة،  وبناء مجتمع المعرفة من خلال إجراء بحوث ودراسات ذات قيمة مضافة تعتمد على شراكة قوية ودائمة مع المجتمع وتلتزم الكلية بتقديم أفضل فرص للتعليم والبحث العلمى لرفع مستوى الأداء والخدمات البحثية والأكاديمية للطلاب وضمان الجودة والتطوير المستمر وكفاءة الأداء بالكلية بما يتفق مع المعاييرالأكاديمية المحلية والدولية واكتساب ثقة المجتمع في خريجيها بالإعتماد على الموارد البشرية المتميزة في مجالات العلوم الإنسانية في منطقة جنوب الوادى بالشكل الذي يلبى إحتياجات هذا المجتمع الفريد والكلية ملتزمة بالتواصل والتعاون المثمروالمتطور بما يعود بالفائدة عليها وعلى شركائها من دوائر التعليم والأعمال والمراكزالتاريخية والبحثية والأعمال والخدمات الإجتماعية وبناء آليات تقويم معترف بها عالمياً.